# Елизаветинка (Калужская область)
Елизаве́тинка — деревня в Перемышльском районе Калужской области, в составе муниципального образования Сельское поселение «Деревня Большие Козлы».

## География
Расположена в 20 километрах на северо-восток от районного центра — села Перемышль. Рядом деревня Большие Сушки.

## Население
| 2002 | 2010 |
| ---- | ---- |
| 1    | ↗9   |

## История
Поселение возникло во второй половине XIX века на месте Пятницких постоялых дворов располагавшихся на Лихвинском почтовом тракте.
В 1890-х годах деревня Елизаветинка Желовской волости Перемышльского уезда — 90 жителей, на Лихвинском тракте.
К 1914 году Пятницкие дворы (Елизаветинка) Желовской волости Перемышльского уезда Калужской губернии в которой постоянно проживало 126 человек.
В годы Великой Отечественной войны деревня была оккупирована войсками Нацистской Германии с начала октября по конец декабря 1941 года. Освобождена в ходе Калужской наступательной операции частями 50-й армии генерал-лейтенанта И. В. Болдина.